# ویلو اسپرینگز، شهرستان مونو، کالیفرنیا
ویلو اسپرینگز (به انگلیسی: Willow Springs) یک منطقهٔ مسکونی در ایالات متحده آمریکا است که در شهرستان مونو، کالیفرنیا واقع شده‌است. ویلو اسپرینگز ۲٬۰۵۶ متر بالاتر از سطح دریا واقع شده‌است.